# Tenebracris
Tenebracris is een geslacht van rechtvleugeligen uit de familie veldsprinkhanen (Acrididae). De wetenschappelijke naam van dit geslacht is voor het eerst geldig gepubliceerd in 1962 door Dirsh.

## Soorten
Het geslacht Tenebracris  is monotypisch en omvat slechts de volgende soort:
- Tenebracris splendens (Dirsh, 1962)